# De tijger en de raaf
De tijger en de raaf is een volksverhaal uit Indonesië.

## Het verhaal
Een tijgerechtpaar heeft een kinderwens en ze mediteren en vasten op de top van een hoge berg. Een geheimzinnige stem vertelt dat ze elk een ravenjong moeten eten: de tijgerin moet een jongetjesraaf en de tijger een meisjesraaf eten. Ze zoeken en worden mager. Bij de rivier ontmoeten ze een kluizenaar en hij vertelt dat ze de zielige dennenboom moeten verzorgen om hun wens in vervulling te laten gaan. De tijgers zien een beschadigde boom, kwajongens stoken er een vuur onder en herders snijden takken af.
De tijgers vertellen de boom wat er is gebeurd en beschermen hem. De boom wordt mooi en groot, niemand durft bij de boom te komen. De boom weigert alle vogels, tot er een ravenechtpaar arriveert. De boom vertelt de tijgers meteen dat er eieren zijn gelegd en als het ravenechtpaar eten zoekt, schudt hij hard met zijn takken. De ravenjongen vallen uit de boom en de tijgers eten ze op. De raven zijn teleurgesteld als de boom vertelt dat hij alleen vrienden is met de koning van de dieren. Ze vertrekken en waarschuwen nog dat kwaad altijd wordt bestraft.
Het ravenechtpaar komt in het land van koning Bhatara Sakti en vliegen naar de paleistuin. Ze pakken de sluier van de prinses af en vliegen weg. Een menigte volgt hen. De vogels leggen de sluier in de takken van de dennenboom en als de tijgers de menigte zien, vertrekken ze. De dennenboom kan de sluier niet afwerpen, hij is verward tussen zijn takken. De koning geeft opdracht de boom om te hakken als het niemand lukt naar de sluier te klimmen. De boom voelt de pijn en smeekt de raven de sluier uit zijn takken te halen. De raven lachen en iedereen juicht als de boom omvalt, iedereen trapt op de takken en de stam.

## Achtergronden
- Zie ook De raaf en de vos.
- Vergelijk De dennenboom.